# Padochov
Padochov je vesnice, část města Oslavany v okrese Brno-venkov v Jihomoravském kraji. Nachází se v Boskovické brázdě, asi 2 km na severovýchod od Oslavan. Žije zde 596 obyvatel. Roku 2009 zde bylo evidováno 249 adres. Katastrální území Padochova má rozlohu 2,49 km².

## Název
Jméno vesnice bylo odvozeno od osobního jména Padúch, jež bylo totožné s obecným padúch - "lotr". Význam místního jména byl "Padúchův majetek". Tvar Padochov vznikl samohláskovým krácením z nářečního Padóchov.

## Historie
Padochov vznikl v 16. století, první písemná zmínka o vsi je z roku 1548. Od svého vzniku patřil Padochov k oslavanskému panství. Po třicetileté válce byl z velké části zpustlý. V roce 1760 se začalo v okolí s těžbou černého uhlí a roku 1763 s dobýváním ledku. Vesnice se stala jedním z center Rosicko-oslavanského uhelného revíru, nacházel se zde důl Františka.
Od roku 1850 do 70. let 20. století byl Padochov součástí Oslavan, od roku 1879 pak byl samostatnou obcí. K Oslavanům byl znovu připojen v roce 1980.

## Obyvatelstvo
| Rok            | 1869 | 1880 | 1890 | 1900 | 1910 | 1921 | 1930 | 1950 | 1961 | 1970 | 1980 | 1991 | 2001 | 2011 | 2021 |
| -------------- | ---- | ---- | ---- | ---- | ---- | ---- | ---- | ---- | ---- | ---- | ---- | ---- | ---- | ---- | ---- |
| Počet obyvatel | 503  | 528  | 613  | 640  | 675  | 955  | 955  | 823  | 803  | 751  | 663  | 560  | 553  | 559  | 596  |
| Počet domů     | 38   | 41   | 46   | 57   | 83   | 130  | 159  | 177  | 197  | 189  | 192  | 216  | 215  | 227  | 241  |

Vývoj počtu obyvatel

## Pamětihodnosti
- pamětní kámen
- kříž z roku 1804
- krucifix
- socha sv. Jana Nepomuckého
- přírodní památka Rybičková skála – paleontologická lokalita, významné naleziště rybích fosilií z období permu
- hasičská zbrojnice z roku 1910
- zvonice z 18. století (zvonek byl ulit v Brně u Kl. Stechera roku 1732)

## Osobnosti
- Karl Leuthner (1869–1944), rakouský sociálně demokratický politik, na počátku 20. století poslanec Říšské rady, v meziválečném období poslanec rakouské Národní rady.[12][13]
- Jan Žalud (1906–1985), český malíř